# A Moreninha (filme de 1915)
A Moreninha é um filme brasileiro do gênero comédia romântica baseado na obra de mesmo nome de Joaquim Manuel de Macedo e dirigido por Antônio Leal em 1915. O filme teve sua estreia no Rio de Janeiro, em 21 de setembro de 1915.
É considerado um filme perdido, pois nenhuma cópia do longa foi arquivada.

## Sinopse
"Comédia dramática em oito atos (...) Alguns dos principais quadros: Aposta imprudente; Fabrício em apuros; Manhã de sábado; Chegada a Paquetá; Jantar conversando; O sarau; Primeiro domingo; Segundo domingo; Mau tempo; A esmeralda e o camafeu; Epílogo". 

## Elenco
| Ator/Atriz    | Personagem            |
| ------------- | --------------------- |
| Lydia Bottini | Carolina, a Moreninha |
| Oscar Soares  | —                     |